# Neuf Sœurs

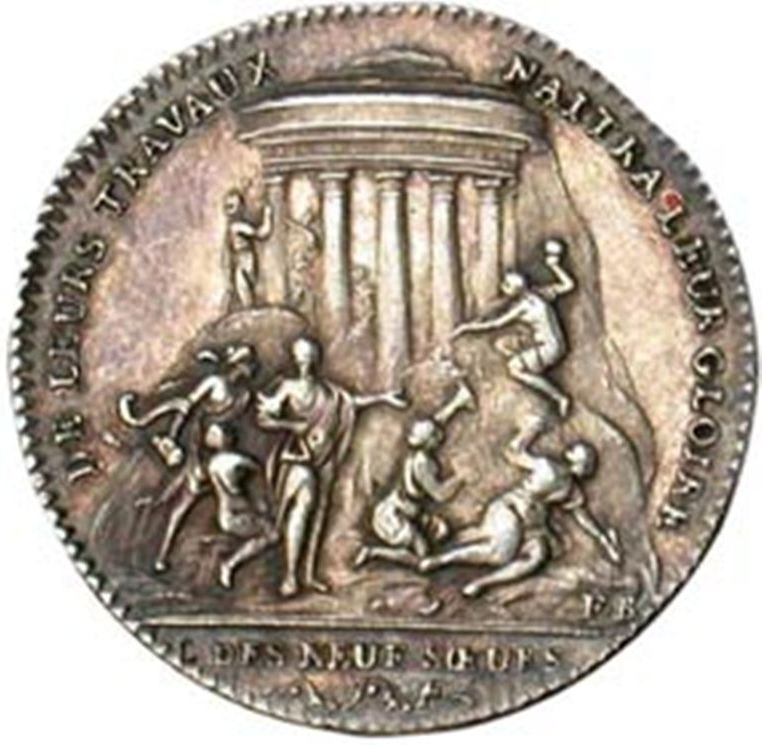
Bijou der Neun Schwestern, mit Benjamin Franklin im Zentrum (1783). Das umlaufende französische Motto lautet übertragen „Aus ihrer Arbeit wird ihr Ruhm hervorgehen“.

Neuf Sœurs, Les (deutsch: „Die Neun Schwestern“) ist der Name einer französischen Freimaurerloge in Paris in der Zeit der Aufklärung. Ihr Name ist an die griechischen neun Musen angelehnt; sie wird auch die Loge der Philosophen genannt. Die Mitglieder der Loge unterstützten besonders die Bemühungen um die Amerikanische Unabhängigkeitserklärung.

## Gründung und Namensgebung
Die Gründung der Loge erfolgte 1776 unter dem Gelehrten Jérôme de Lalande. Er war auch ihr erster Logenmeister. Inspiriert zur Gründung einer wissenschaftlich-philosophischen Loge wurde Lalande durch seinen langjährigen Freund und Bruder, den Aufklärer Claude Adrien Helvétius. Dieser Loge gehörte auch der berühmte Philosoph Voltaire an. Die Gründung der Loge erlebte Helvetius nicht mehr. Seine Witwe, die Salonnière Anne-Catherine de Ligniville Helvétius leitete als Großmeisterin die zugehörige androgyne Adoptionsloge.
Der Name Les Neuf Sœurs bezieht sich auf die Töchter von Zeus und seiner fünften Frau Mnemosyne (das Gedächtnis). In ihrer Ehe mit Zeus gebar Mnemosyne die Musen. In dem Werk Theogonie des griechischen Dichters Hesiod wird die Anzahl der Musen auf neun festgelegt. Die Musen stehen symbolisch als Förderer der Wissenschaft und Künste.
Als eine aktiv wissenschaftlich arbeitende Vereinigung wurde die Loge Mitglied der Gesellschaft der Pariser Académie des sciences.
Im Zuge der Französischen Revolution und der damit verbundenen Umorganisation der ehemals königlichen Institutionen wurde die Loge aus der Akademie der Wissenschaften herausgelöst.
1792 mussten die Aktivitäten der Loge auf Grund der Revolution ruhen. Einige Mitglieder verloren während des Großen Terrors ihr Leben.
Von 1805 bis 1848 wurde die Loge reaktiviert.

## Das Engagement für die Unabhängigkeit der Vereinigten Staaten von Amerika
1778 wurden Benjamin Franklin, John Paul Jones und Voltaire Ehrenmitglieder der Neun Schwestern. Ein Jahr später wurde Franklin zum Logenmeister gewählt und 1780 in seinem Amt bestätigt. Franklin kehrte nach einer langen Zeit in Europa nach Amerika zurück, um bei der Erarbeitung der Verfassung der Vereinigten Staaten mitwirken zu können. An seiner Stelle wurde Thomas Jefferson als Abgesandter der Vereinigten Staaten aufgenommen, zusammen mit seinem Freund John Adams, dem Verfasser der Unabhängigkeitserklärung der Vereinigten Staaten.
Während Jefferson in Paris lebte, im House of Leaves, war sein Nachbar Jean-François Marmontel, Sekretär der Akademie der Wissenschaften, ebenfalls ein Mitglied der Loge.
Voltaire wurde erst später nach seiner Ehrenmitgliedschaft ein aktives Mitglied der Freimaurerei und der Loge Neun Schwestern. Als er am 7. April 1778 nach der Tempelarbeit in die Loge aufgenommen wurde, übergab man ihm als Zeichen besonderer Ehrung, die freimaurerische Kleidung von Helvetius, dem geistigen Vater der Loge. Später schrieb Voltaire über Helvetius „Dieser Mann war mehr wert als alle seine Feinde zusammen“, auch wenn Voltaire seine Anschauungen nicht teilte.

## Der Kreis von Auteuil
Madame Helvétius unterhielt den Kreis von Auteuil, cercle d’Auteuil, ein Intellektuellen-Zirkel, den sie nach ihrem Salon in der  N° 59 rue d’Auteuil  benannt hatte. Zahlreiche Dichter und Denker Frankreichs trafen sich dort; ebenso nordamerikanische Gäste.
Zwar waren viele ihrer Gäste Freimaurer und Mitglied der Loge der Neun Schwestern, aber die Zugehörigkeit zum Bund der Freimaurer war nicht zwingend nötig, um bei den abendlichen Soirées eingeladen zu werden.
Die enge Verbundenheit zwischen dem Hause Auteuil und der Loge spiegelten sich anhand der ersten beiden Johannisfeste der Loge wider. Diese wurden 1776 und 1777 im Park des Hauses Auteuil gefeiert.
Späterhin wurde die Loge auch zur Keimzelle der Gesellschaft der Dreißig und der Patrioten die vor allem in den Jahren 1788 bis 1791 bedeutenden Einfluss auf die Französische Revolution nahmen.
Bekannte Gäste des Kreises waren:
- Jean-Baptiste le Rond d’Alembert
- Denis Diderot
- Paul Henri Thiry d’Holbach
- Nicolas Chamfort
- Mirabeau
- Étienne Bonnot de Condillac
- Constantin François Volney
- Dominique Joseph Garat
- Condorcet
- Turgot
- Pierre-Jean-Georges Cabanis

## Mitglieder der neun Schwestern
- Voltaire (1694–1778)
- Benjamin Franklin (1706–1790)
- Jean-François Marmontel (1723–1799)
- Marquis de La Fayette (1757–1834)
- Pascal Paoli (1725–1807)
- Georg Forster (1754–1794)
- Jean-Baptiste Greuze (1725–1805)
- Antoine Court de Gébelin (1719–1784)
- Niccolò Piccinni (1728–1800)
- Augustin Pajou (1730–1809)
- Nicolas Bricaire der Dixmerie (1731?–1791)
- Jérôme Lalande (1732–1807)
- Joseph-Ignace Guillotin (1738–1814)
- Nicolas Chamfort (1741–1794)
- Jean-Antoine Houdon (1741–1828)
- Jacques Étienne Montgolfier (1745–1799)
- Joseph Boulogne (1745?–1799)
- Nicolas Roze (1745–1819)
- John Paul Jones (1747–1792)
- Pierre Louis Ginguené (1748–1816)
- Emmanuel Joseph Sieyès (1748–1836)
- Dominique Joseph Garat (1749–1833)
- Nicolas-Louis François de Neufchâteau (1750–1828)
- Jean-Nicolas Démeunier (1751–1814)
- Nicolas Dalayrac (1753–1809)
- Claude-Emmanuel de Pastoret (1755–1840)
- Bernard Germain Étienne Médard de La Ville-sur-Illon, comte de La Cépède (1756–1825)
- Pierre-Jean-Georges Cabanis (1757–1808)
- Jean-Pierre Louis de Fontanes (1757–1821)
- Carl Vernet (1758–1835)
- Camille Desmoulins (1760–1794)